# Le Puits (épisode de Doctor Who)
Pour les articles homonymes, voir Le Puits.
Le Puits (The Well) est le troisième épisode de la Saison 2 de la série télévisée britannique Doctor Who, diffusé le 26 avril 2025 sur BBC One et Disney+.

## Distribution
- Ncuti Gatwa (VFB : Maxime Van Santfoort) : Quinzième Docteur
- Varada Sethu (VFB : Fanny Dreiss) : Belinda Chandra
- Rose Ayling-Ellis (en)[2] (VFB : Julia Kaye) : Aliss Pabba Fenly
- Caoilfhionn Dunne (VFB : Patrizia Berti) : Shaya Costallion
- Christopher Chung (VFB : Denis Monnier) : Cassio Palin-Paleen[3]
- Bethany Antonia (VFB : Estelle Strypstein) : Mo Gilliben
- Annabel Brook (VFB : Naïma Ostrowski) : Hanno Yeft
- Gaz Choudhry (VFB : Stefano Paganini) : Kai Sabba
- Luke Rhodri : Callo Rence
- Gary Pillai : Albie Bethick
- Frankie Lipman : Sal Van Hyten
- Jermaine Dominique : Ulric Dazen
- Amy Tyger : Val Vivo
- Meg Abernethy Hope : Soldate 5
- Beyagy Demba : Soldat 6
- Sophie Cull : Soldate 7
- Paul Skudder : Soldat 9
- Umit Gozuacik : Soldat 10
- Anita Dobson (VFB : Myriam Thyrion) : Mrs Flood

## Accroche
Loin dans le futur, sur une planète robuste et brutale, une colonie minière dévastée n'a plus qu'un seul survivant. Pour découvrir la vérité, le Docteur et Belinda doivent faire face à une terreur absolue.

## Résumé
Échouant de nouveau à retourner sur Terre à la date du 24 mai 2025, le Docteur et Belinda atterrissent à bord d'un vaisseau spatial, 500 000 ans dans le futur. Ils y découvrent un commando spécial, mené par Shaya Costallion, et sont immédiatement contraints de les accompagner sur une planète hostile où le commando doit explorer une base minière qui a cessé de donner des signes de vie depuis trois semaines. À l'intérieur de la base, ils découvrent tous les colons horriblement mutilés, tous les miroirs brisés, et qu'une seule personne a survécu, Aliss Fenly, une cuisinière sourde. Aliss explique qu'elle a été forcé de tuer sa meilleure amie qui s'apprêtait à l'attaquer. Alors que Belinda soigne Aliss, le Docteur, Shaya et son second Cassio Palin-Paleen partent explorer le centre de contrôle, où ils découvrent un puits profond de plusieurs kilomètres. Dans leurs interactions avec les membres de l'équipe, le Docteur et Belinda se rendent compte qu'ils n'ont jamais entendu parlé de la Terre ou de la race humaine.
Le Docteur parvient à retrouver la dernière vidéo enregistrée par les colons, qui semble suggérer qu'une entité maléfique est sortie du puits et a décimé les colons. Shaya explique au Docteur que la planète était autrefois recouverte de diamant et s'appelait Minuit. Le Docteur comprend alors qu'il a déjà fait face cette entité, il y a de ça 400 000 ans. En soignant Aliss, Belinda croit apercevoir une étrange forme cachée derrière elle, mais personne ne semble corroborer son ressenti. Lorsqu'une soldate passe derrière Aliss pour l'inspecter, elle hurle de terreur et est catapultée à travers la pièce, la tuant sur le coup. Le Docteur revient auprès de Belinda qui théorise qu'une entité maléfique se cache derrière Aliss, tuant n'importe qui se trouvant à l'opposé d'où Aliss fait face. Le Docteur visualise ça comme le cadran d'une horloge qui tuerais à minuit. Aliss explique que l'entité sera transféré à la personne qui la tuera. Cassio, agacé par la confiance que porte Shaya envers le Docteur, la décharge de ses fonctions et se positionne derrière Aliss, qui, en se tournant pour lui faire face, tue accidentellement plusieurs membres du commando. Une panique s'ensuit, poussant Shaya à demander à Aliss de se tourner vers elle pour que l'entité tue Cassio.
Le Docteur se rapproche d'Aliss pour tenter de communiquer avec l'entité, qu'il a connu lors de sa dixième incarnation. Il comprend que l'entité communique avec son hôte en chuchotant, et qu'Aliss est immunisé grâce à sa surdité. Se souvenant que l'entité a brisé tous les miroirs, et pourrait donc avoir peur de son propre reflet, le Docteur demande a Shaya de tirer sur les extrémités des tuyaux contenant le mercure raffiné, créant derrière Aliss un miroir liquide. L'entité, confrontée à son reflet, libère Aliss, permettant au groupe de prendre la fuite. Aliss et deux soldats sont les premiers à quitter la base, sans se rendre compte que le sas dans lequel ils se trouvent indique la présence de quatre formes de vie, et non trois. Avant de pouvoir s'échapper, le Docteur, Belinda, Shaya et la soldate Mo Gilliben comprennent que l'entité est derrière Belinda. Shaya, qui est une excellente tireuse, vise Belinda à un endroit stratégique, qui peut la tuer temporairement avant d'être réanimée, obligeant l'entité de s'attacher à Shaya. Elle prend la fuite à travers la colonie avant de se laisser tomber dans le puits pour piéger l'entité.
Belinda est réanimée dans le TARDIS, où elle partage avec le Docteur son inquiétude quant au sort de la planète Terre. Sur le vaisseau spatial, Mo fait son rapport à sa supérieure, Mrs. Flood, qui est heureuse d'apprendre que le Docteur utilise un vindicateur comme elle l'avait prévue. Au détour d'une conversation avec une soldate restée sur le vaisseau, Mo la surprend en train d'observer quelque chose au-dessus de son épaule. Elle entend alors des chuchotements, laissant entendre que l'entité s'est échappée de Minuit et a fait de Mo son nouvel hôte.

## Continuité
- Le Docteur revient sur la planète Minuit, sur laquelle il était déjà venu dans l'épisode Un passager de trop de la Saison 4 (2008), quand il était le Dixième Docteur. Il semble retrouver la même entité mais 400 000 ans plus tard.